# Bacha bazi

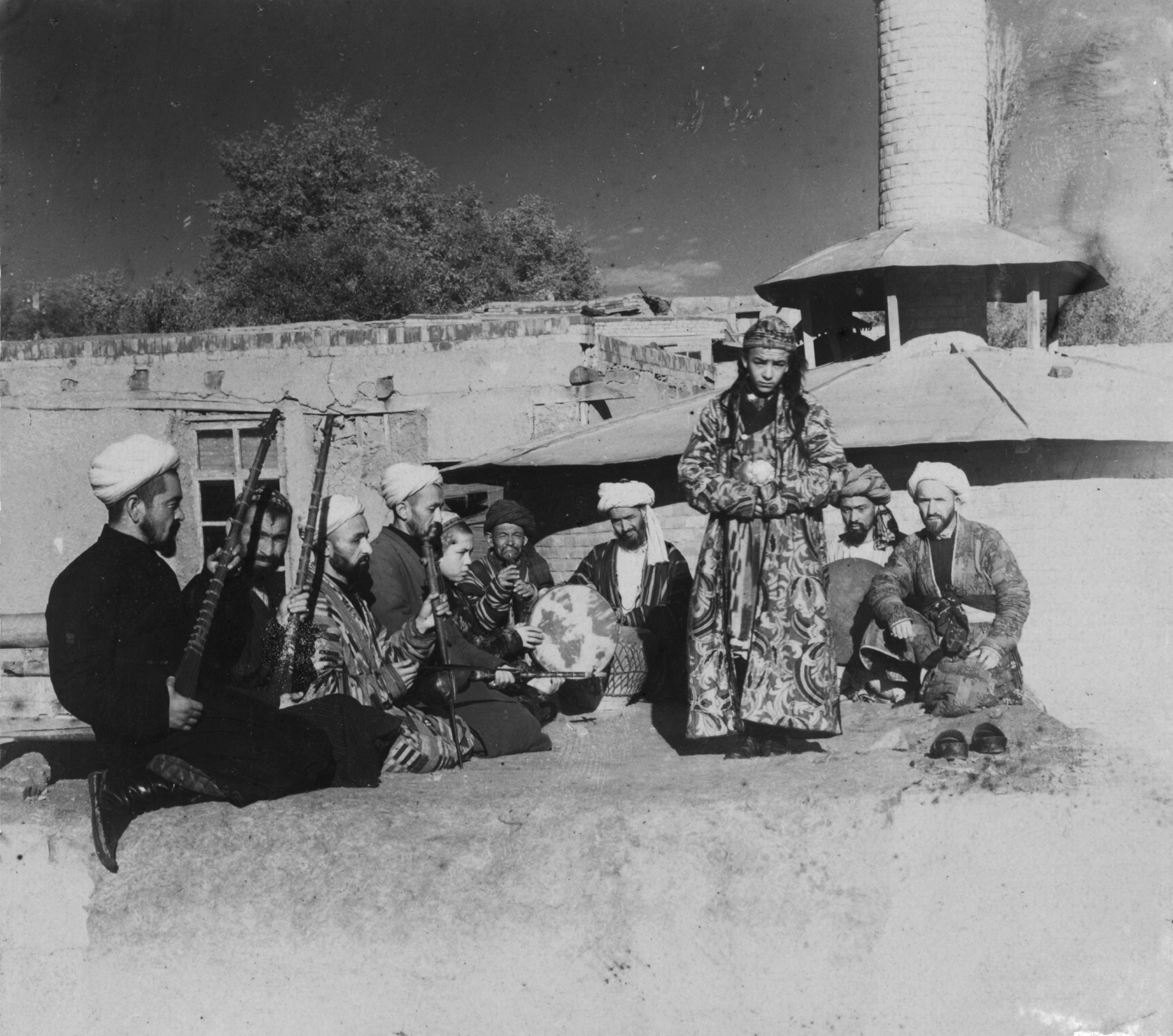
En dansande bacchá (fotot är taget cirka 1905–1915 av Sergej Prokudin-Gorskij).

Bacha bazi är en företeelse i Afghanistan där unga pojkar tas ifrån sina (fattiga) familjer i 11–13-årsåldern som sexslavar till äldre män som ofta är rika affärsmän och krigsherrar. De unga pojkarna lär sig dansa och sjunga. De får sedan klä ut sig till kvinnor och dansa för äldre män. Sexuella övergrepp förekommer också mot pojkarna.
Föräldrarna får pengar för att överlämna sina barn till personer för denna verksamhet. Pojkar riskerar också att kidnappas. Enligt lagen i Afghanistan är den här typen av verksamhet förbjuden, men lagen efterlevs inte i praktiken. Representanter från myndigheter inklusive polisen är delaktiga och endast ett fåtal personer har åtalats under 2019. I december 2019 antog EU-parlamentet en resolution som fördömde bacha bazi och uppmanade de afghanska myndigheterna att med kraft bekämpa seden och ställa förövarna inför rätta.
I böckerna Ska vi dansa och Jag står inte ut men jag slutar aldrig kämpa! skildrar Raoul Wallenberg-pristagaren Muhammad J. Muhammadi sitt liv som danspojke och sexslav.

### Fotnoter
1. ↑  ”Barn till salu: Bacha bazi i Afghanistan” (TV-program). UR Skola. 2017. https://urskola.se/Produkter/202611-Barn-till-salu-Bacha-bazi-i-Afghanistan?fbclid=IwAR3sn3SiDU38H1XoxpUEvrC6ltsV1XQRylroPKblCtSmFD_dyttXZsyDaes. Läst 9 november 2019.
2. ↑  ”2019 Findings on the Worst Forms of Child Labor: Afghanistan” (PDF). U.S.Department of Labor. sid. 102ff. https://www.dol.gov/agencies/ilab/resources/reports/child-labor/afghanistan. Läst 18 november 2020.
3. ↑  ”Europaparlamentets resolution av den 19 december 2019 om Afghanistan, särskilt påståendena om sexuella övergrepp mot pojkar i provinsen Logar”. Europaparlamentet. 19 december 2019. http://www.europarl.europa.eu/doceo/document/TA-9-2019-0107_SV.html. Läst 20 december 2019.
4. ↑  Muhammadi, Muhammad J. (2018). Ska vi dansa?. ISBN ISBN 9789176996874
5. ↑  Muhammadi, Muhammad J. (2019). Jag står inte ut men jag slutar aldrig att kämpa!. ISBN ISBN 9789177856948